# イップス (テレビドラマ)
『イップス』は、2024年4月12日から6月21日までフジテレビ系「金曜9時枠の連続ドラマ」枠にて放送されたテレビドラマ。主演は篠原涼子とバカリズム。
キャッチコピーの「行き詰まってますけど、何か?」で表現されているように、イップスに陥って「書けなくなったミステリー作家」と、「解けなくなったエリート刑事」が、バディを組んで事件を解決していくミステリーコメディーのオリジナル作品。
倒叙ミステリで視聴者に予め犯人を明かしたうえで、ミコと森野がどのようにトリックを見破るかが見せ場となっている。

## あらすじ
ミステリー作家の黒羽ミコとエリート刑事の森野徹は、プレッシャーによってできていたことができなくなってしまうイップスを抱えて悩む日々を過ごしていた。ミコは新作のアイデアが思いつかず、森野は検挙率が下がっていた。ある日、サウナ施設で偶然出会った2人は殺人事件に遭遇し、バディを組んで事件の謎を解くことになる。

## キャスト

### 主要人物
黒羽ミコ（くろば ミコ）
演 - 篠原涼子（若い頃：小南満佑子）
本作の主人公。ミステリー小説家。デビューから3作連続でベストセラーを記録したが、現在はネタが思いつかず5年間新作が書けていない。
副業のワイドショーのコメンテーターを本業並みにこなしているせいで、作家業がさらに片手間になってしまっている。
パソコンの前で小説を書こうとするとイップスを発動してしまう。
事件が解けなくなった刑事の森野をモデルにした小説を書くために森野を密着取材する。
ミコが書いた小説『歪な十字架』の殺害方法と被害者の名前が全く同じである殺人事件（『歪な十字架模倣事件』）が8年前に起きたことが原因でイップスになっている。
森野徹（もりの とおる）
演 - バカリズム
本作のもう一人の主人公。警視庁捜査一課刑事。かつては検挙率ナンバーワンのエリートだったが、とある出来事をきっかけに事件が解けなくなってしまっている。
ミコの小説の大ファンだったが、コメンテーター業ばかりで新作を発表しないミコに苛立ちを募らせ、「ノモリ」というアカウント名でSNSに批判を書き込むなどアンチ化している。
犯人に「私（僕）のことを疑っているんですか?」というワードを言われるとイップスを発動してしまう。
『歪な十字架模倣事件』の捜査を担当していたことが原因でイップスになっている。

### ミコの関係者
黒羽慧（くろば けい）
演 - 染谷将太（小学生時代：黒川晏慈）
ミコの弟。人権派弁護士。世間では「人権王子」という異名で呼ばれるスゴ腕弁護士。小説が書けなくなってしまったミコを応援する良き相談相手。
坂浦猛（さかうら たける）
演 - 渡辺大知
ミコの運転手。ミコの小説の大ファン。ファン過ぎて運転手であることに誇りを持っている。
冤罪が疑われる『歪な十字架模倣事件』の犯人として逮捕された異口治の息子。警察に復讐するため事件の担当刑事だった森野を誘拐して逮捕される。
初田豊（はつだ ゆたか）
演 - 勝村政信
ミコのマネジャー。マネジャーながら小説家としてのミコにはまったく興味がない。
萩原らくだ（はぎわら らくだ）
演 - 角田晃広（東京03）
ミコがコメンテーターを務める朝の情報番組『朝キュン』の司会者。取り上げた情報について深いところまでは切り込まずノリで番組を回す。

### 警察関係者
樋口一之（ひぐち かずゆき）
演 - 矢本悠馬
警視庁捜査一課刑事。森野の刑事のバディ。森野が何かと嘘をついて事件現場から逃げていることには気付いている。
実は『歪な十字架模倣事件』を起こした犯人。森野に認められるために事件を起こした。
酒井純平（さかい じゅんぺい）
演 - 味方良介
警視庁機動捜査隊。リーゼントの髪型が特徴。事件現場で森野を見かけると記念写真をお願いするほど森野に憧れている。ミコと仲良くなり、「取材」と書かれた手作りの非公式の腕章を作ってあげた。
水田勇人（みずた はやと）
演 - 足立英
制服警官。現場の規制線を守り、いつもミコと森野の事件現場入りを受け入れる。森野に憧れている。ミコと仲良くなる。
桃江もも（ももえ もも）
演 - あいだあい
鑑識。

### ゲスト
犯人：★、被害者：☆

#### 第1話
電撃ウィッチ麻尋 / 大島香織★
演 - トリンドル玲奈
「熱波界の魔法少女」をうたうアイドル熱波師。サウナプロデュースも手掛け、サウナ業界をけん引する。タオルで熱風を送る「熱風ライディーン」が特技。
竹内渉☆
演 - 山口大地
麻尋の元彼氏。反社組織に所属。反社との交際をマスコミに暴露すると麻尋をゆする。
中条
演 - マグ万平
スパ＆サウナ『フォンデュ』支配人。
夏目楓
演 - なえなの
不倫が発覚する清純派人気アイドル。謝罪会見の模様が『朝キュン』で取り上げられる。
石木高景（いしき たかいけい）
演 - 小多田直樹
『朝キュン』のコメンテーター。㈱ENDANG CEO 兼 京都造々大学非常勤講師。
スタッフ
演 - 伊藤裕一（第6話）
『朝キュン』のスタッフ。
アナウンサー
演 - 椿原慶子（フジテレビアナウンサー）（第2話）
『朝キュン』のサブ司会者。
五十嵐雄二〈45〉
演 - 境浩一朗
涙の謝罪会見を行った元「餃烈」メンバーで俳優。
宮本愛
演 - 手塚あいり
優勝候補と目された女子ゴルフマスターズカップの試合中に突然イップスを発症したプロゴルファー。
サウナ客
演 - 志生、南川航輝
屋上の水風呂を目当てに来たのに清掃中で落胆する客。
熱波師
演 - 箸休めサトシ
『朝キュン』のサウナ特集で紹介された熱波師。

#### 第2話
よっちゃん / 唐沢陽介★
演 - 藤原季節
動画配信者「悪童エクスプレス」。
チョロ / 中野隆二☆〈27〉
演 - 細川岳
動画配信者「悪童エクスプレス」。
井上孝
演 - 有輝（土佐兄弟）
カラオケ店『カラオケ・ラテ』スタッフ。
警察官、刑事
演 - たろー（けーさんとたろー）、八代崇司

サラリーマン
演 - けーさん（けーさんとたろー）
一人カラオケのサラリーマン。

#### 第3話
尾花健一郎★
演 - 塚本高史（幼少期：塚原桜雅）
都議会議員。元衆議院議員・尾花総一郎の息子の二世議員。お花畑なコメントばかりするので世間からは「フラワー健一郎」と言われている。
田所万作☆〈63〉
演 - 平田満
総一郎の代から秘書を務めている健一郎の第一秘書。
村井浩平
演 - 渡辺佑太朗
健一郎の第二秘書。
田所真理
演 - 駒塚由衣
万作の妻。
尾花総一郎
演 - 白山修
健一郎の父。故人。元衆議院議員。
アナウンサー
演 - 村山千代
「生姜谷ママさんバレー協会」懇親会の司会者。

#### 第4話
金町環奈★
演 - 香椎由宇
アレンジモンブランが有名な超人気パティスリー『Ebahi（エバイ）』チーフパティシエ。
江原尚子
演 - 遊井亮子
春樹の元恋人。『Ebahi』パティシエ。次期チーフパティシエ。
小泉春樹☆
演 - 宮尾俊太郎
パティスリー『Ebahi』オーナー。環奈の恋人。
相葉
演 - 宮部純子
『Ebahi』従業員。小泉の遺体の第一発見者。
配達員
演 - 高木健
『Ebahi』に食材を卸している店舗の配達員。
ミシェル・エルナンデス
演 - Franck J
フランスの三ツ星レストラン『シェ・エルナンデス』の料理長。

#### 第5話
板野恭二★
演 - 渡部篤郎
法廷画家。15年前に交通事故で妻を亡くしている。
杉本浩紀〈55〉☆
演 - 田中要次
大手建設会社、茄子原建設の弁護を担当するやり手弁護士。裁判所のビル屋上から転落死した。
榊浩介
演 - 辻川慶治
妻と娘が殺された事件の裁判で、被告を弁護し減刑を勝ち取った杉本に対し強い恨みを持っている。
渡邉
演 - 八代崇司
茄子原建設の下請けの梅坂工務店の責任者。死亡事故が起きた原因は茄子原建設による不当な圧力があったと主張する。
検察官
演 - 蒼木陣
茄子原建設裁判の検察官。
板野美幸
演 - 空美
板野恭二の妻。15年前に交通事故死した。
被告
演 - 阿曽山大噴火
テレビドラマの監督。ADからパワハラで訴えられている。
男性
演 - 稲村星
ミコに森野と人違いされ声をかけられた男性。
裁判長
演 - 氏神一番
上記裁判の裁判長。
AD
演 - 髙山純平（第8話）
パワハラを受けたとして監督を訴えている原告のテレビドラマAD。
子役オーディションのスタッフ（第8話）。
女性
演 - 月明ゆかり
東京地方裁判所 鳥河支部前で「私の兄はホットコーヒーのレギュラーにトールサイズを注いだだけなんです」と訴えている女性。

#### 第6話
異口治（いぐち おさむ）
演 - モロ師岡（第9話・最終話）
8年前の柿森スナックママ殺人事件の犯人として逮捕されたタクシー運転手。被害者の名前と殺害方法が、ミコの小説『歪な十字架』と全く同じだったことから、『歪な十字架模倣事件』と呼ばれている。
湯上幸☆
演 - 華耀きらり（最終話）
異口治に殺されたとされるスナック経営者。
花山
演 - ふせえり
栗皮赤焼きそばが名物の栗皮市の焼きそば屋『しぐれ』のおばちゃん。
鈴木亜美
演 - 本人
『朝キュン』のゲスト出演者。
刑事
演 - 鎌田将司
坂浦猛を逮捕した刑事。

#### 第7話
皇真白★
演 - 村上佳菜子
元フィギュアスケーター。ワールドフィギュアを日本人として初めて2連覇し、“氷上のジャンヌダルク”の異名を持つスター選手だった。引退後はコーチとして、倉科吹雪などを指導。
倉科吹雪
演 - 青山凌大
将来を嘱望されているフィギュアスケーター。
奥森美音☆
演 - 清水くるみ
元フィギュアスケート選手。真白に代わって新たに吹雪のコーチに就任することになっていた。
山地月乃
演 - 中島侑香
皇真白の教え子のフィギュアスケーター。
警備員
演 - 金田誠一郎
フィギュアスケート場の警備員。
女性
演 - 森川千滉、暇夏
皇真白の教え子のフィギュアスケーター。

#### 第8話
南条理沙★
演 - アンミカ
ミコと因縁がある恋愛小説家。通称“ナンリサ”。
窪田達臣☆
演 - 河相我聞
人気俳優。“ナンリサ”と共に恋愛トーク番組「ナンリサ・窪タツの『恋するクリニック』」のMCを務める。
千葉穂乃
演 - 大井希心
テレビ局にオーディションで来ていた子役。
千葉正則
演 - 少路勇介
娘・穂乃の付き添いでテレビ局に来ていた父親。
島谷
演 - 佐々木史帆
「ナンリサ・窪タツの『恋するクリニック』」のアシスタント・プロデューサー。
馬淵
演 - 竹井亮介
テレビ局の警備員。
スタッフ
演 - 菊池豪
テレビ番組『ドッキリチャンピオン』のスタッフ。
衣装担当スタッフ
演 - 林田麻里
南条理沙を担当する。
若手女優
演 - 大塚萌香
『ドッキリチャンピオン』の企画でテレビ局の廊下で顔にパイを付けられる。
窪田達臣の妻
演 - 今泉マヤ
6年も結婚したことを隠されていた一般女性の妻。
- 谷手人

#### 第9話
宮永隆一★
演 - 萩原利久
建設作業員。友人との起業にも失敗するなど“何をやっても運のない男”。
須藤健吾☆
演 - 本多力
忍者装束の人気動画配信者・マジシャン赤影。
佐久間康☆
演 - ニシダ（ラランド）
反社と繋がっている闇金「海老沼ファイナンス」の社員。
大城俊
演 - 三浦獠太
宮永隆一の友人。共に起業した「Stardust Solutions」は失敗したが、現在はひとりで大成功している。
久保碧
演 - 祷キララ（第10話・最終話）
ミコの小説「歪な十字架」での二人目の被害者と同姓同名の女性。
作業員
演 - 堀丞、小川智弘、山本啓之
宮永隆一の同僚の工事現場の作業員。
子供
演 - 松野晃士
マジック動画を配信している子供。宮永隆一がそれを観て参考にした。
アナウンサー
演 - みずさわさりな
世田谷区御蔵ノ町で頭を殴られて死亡している男性の遺体が発見されたニュースを伝えるTKGテレビのアナウンサー。

#### 第10話
新正誠★（あらまさ まこと）
演 - 野村周平
権力者らを糾弾する記事ばかり書いているフリーのジャーナリスト。
木原茜
演 - 松田るか
新正誠の恋人。森野の姪っ子。
串鉄昭☆
演 - 三上市朗
ビルのエレベーター内で何者かに射殺された神奈川県議会議員。
鍋鳥幸三〈56〉☆
演 - 川瀬陽太
鍋鳥建設社長。都内のホテルの一室で殺害される。
客
演 - 平賀雅臣
串鉄昭の遺体を発見した高級クラブ常連客。
ママ
演 - 楊原京子
高級クラブのママ。
ニュースアナ
声 - 新美有加（フジテレビアナウンサー）
名神高速道路の下りが事故の影響で渋滞しているニュースをラジオで伝える。
係員
演 - 小林千里
諸急交通バス大阪営業所の係員。新正誠に遺失物のスマホを渡す。
従業員
演 - 大西史也
TOKYOプリマスホテルのスタッフ。鍋鳥幸三の遺体の第一発見者。
ゆうこ
演 - 菜月
鍋鳥幸三の愛人。
ホステス
演 - 松本理沙、葉月美結
串鉄昭と鍋鳥幸三が通うクラブのホステス。

#### 最終話
店員
演 - 山下容莉枝
和菓子店「締美屋」の店員。

## スタッフ
- 脚本 - オークラ[1]、森ハヤシ[1]、中園勇也
- 音楽 - 野崎美波[69]
- 主題歌 - AARON「フェイス」（ユニバーサル シグマ）[69]
- イップス監修 - 河野昭典（日本イップス協会）
- トリック監修 - 能塚裕喜
- 警察監修 - 古谷謙一
- スタントコーディネーター - 釼持誠
- 熱波師監修 - 鮭山未菜美
- 弁護士監修 - 青木知巳
- 法廷画監修 - 小野眞智子
- 手元吹替 - 誉田哲朗
- プロデュース - 宮﨑暖（フジテレビ）[1]
- 制作プロデューサー - 熊谷理恵（大映テレビ）[1]
- 演出 - 筧昌也[1]、並木道子、相沢秀幸
- 制作協力 - 大映テレビ
- 制作著作 - フジテレビ[1]

## 放送日程
| 各話                                                                        | 放送日  | サブタイトル             | 脚本     | 演出     | 視聴率 |
| --------------------------------------------------------------------------- | ------- | ------------------------ | -------- | -------- | ------ |
| 第1話                                                                       | 4月12日 | 電撃ウィッチの魔法       | オークラ | 筧昌也   | 5.8%   |
| 第2話                                                                       | 4月19日 | 悪童の生配信、生殺人     | オークラ | 筧昌也   | 4.5%   |
| 第3話                                                                       | 4月26日 | フラワーと完璧だった密室 | 森ハヤシ | 並木道子 | 5.5%   |
| 第4話                                                                       | 5月03日 | パティシエの甘い偽装工作 | オークラ | 並木道子 | 4.9%   |
| 第5話                                                                       | 5月10日 | 法廷画家は誰がために     | 中園勇也 | 筧昌也   | 4.5%   |
| 第6話                                                                       | 5月17日 | フェアな逆恨み           | オークラ | 相沢秀幸 | 4.3%   |
| 第7話                                                                       | 5月24日 | 真っ白な殺意             | 森ハヤシ | 並木道子 | 4.5%   |
| 第8話                                                                       | 5月31日 | 口封じのかくれんぼ       | 森ハヤシ | 筧昌也   | 4.3%   |
| 第9話                                                                       | 6月07日 | ツイてない男の運のツキ   | 中園勇也 | 相沢秀幸 | 3.7%   |
| 第10話                                                                      | 6月14日 | 復讐は天チューにあらず   | オークラ | 並木道子 | 4.2%   |
| 最終話                                                                      | 6月21日 | 歪な怪物の正体           | オークラ | 筧昌也   | 5.0%   |
| 平均視聴率 4.7%（視聴率はビデオリサーチ調べ、関東地区・世帯・リアルタイム） |         |                          |          |          |        |

- 初回は21時 - 22時13分の15分拡大放送[1]。